# 托古扎克河
托古扎克河是俄羅斯和哈薩克的河流，屬於烏伊河的右支流，河道全長200公里，流域面積7,970平方公里，河水主要來自融雪，每年十一月至翌年三月結冰。